# .sg
.sg è il dominio di primo livello nazionale assegnato a Singapore.
Nel 2011 ICANN ha approvato i domini internazionalizzati .新加坡 (xn--yfro4i67o) e .சிங்கப்பூர் (xn--clchc0ea0b2g2a9gcd).

## Domini di secondo livello
Sono disponibili i seguenti domini di secondo livello:
- .com.sg
- .org.sg
- .edu.sg
- .gov.sg
- .net.sg